# 李譔
李 譔（り せん、生没年不詳）は、中国三国時代の学者・政治家。字は欽仲。益州梓潼郡涪県の人。父は李仁。

## 事績
父の李仁はかつて尹黙とともに荊州へ留学し、司馬徽や宋忠に師事した。李譔は父の学問を受け継ぎ、さらに尹黙に教えを乞い、字義の解釈に留まらない学問の道理を学んだ。また、五経・諸子のほか、算術・占術・医学・弩・ばね仕掛けといった実学も修めた。
その後、蜀に仕官して州の書佐・尚書令史を歴任した。
延熙元年（238年）、劉禅の長男であった劉璿が立太子されると、李譔は太子庶子に任じられ、次いで太子僕となった。
その後、中散大夫・右中郎将となったが、引き続き劉璿に近侍した。劉璿には寵愛されたが、軽薄な性格でふざけるのが好きであったため、世間からは重んじられなかった。
『易』・『尚書』・『毛詩』・『三礼』・『左氏伝』・『太玄指帰』に関する著述をしたが、賈逵や馬融に準拠するものであり、鄭玄の説とは異なっていた。遠く離れた魏の王粛の著述を目にする機会はなかったが、考え方や結論の多くは一致していたという。
景耀年間（258年 - 263年）に没した。
陳寿は李譔について「許慈・孟光・来敏と並んで徳行での評判は芳しくなかったが、博学多才な一代の学者であった」と評している。